# Sciccherie
Sciccherie è il secondo singolo della cantante italiana Madame, pubblicato il 14 dicembre 2018 per l'etichetta Sugar Music.

## Video musicale
Il video musicale del brano, diretto da Dalilù, è stato pubblicato il 21 dicembre 2018 sul canale YouTube di Madame.

## Tracce
Testi e musiche di Francesca Calearo e Giorgio Arcella.
1. Sciccherie – 3:12